# 佩拉莱斯
佩拉莱斯，是西班牙卡斯蒂利亚-莱昂帕伦西亚省的一个市镇。 总面积28平方公里，总人口103人（2001年），人口密度4人/平方公里。